# ГЕС Kālàsùkè
ГЕС Kālàsùkè (喀腊塑克水电站) — гідроелектростанція на північному заході Китаю в провінції Сіньцзян, яка входить до складу каскаду на річці Іртиш (розташована на ділянці її верхньої течії, відомої у нас як Чорний Іртиш).
У межах проєкту річку перекрили греблею з ущільненого котком бетону висотою 122 метри та довжиною 1489 метрів. Разом із допоміжною спорудою висотою 14 метрів вона утримує водосховище з об'ємом 2419 млн м3 (корисний об'єм 1918 млн м3) та припустимим коливанням рівня поверхні в операційному режимі між позначками 680 та 739 метрів НРМ.
Пригреблевий машинний зал обладнали генераторним обладнанням загальною потужністю 140 МВт, яке забезпечує виробництво 519 млн кВт·год електроенергії на рік.